# Tiret bas

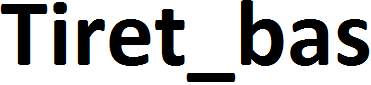
Le tiret bas peut être un moyen de séparer les mots, notamment en langages de programmation ; on parle de snake case, une alternative au camel case.

Le tiret bas, aussi appelé trait bas, souligné, soulignement, trait de soulignement, barre de soulignement, blanc souligné, sous-tiret, caractère de soulignement,  ou encore underscore ou underline (de l’anglais), est le signe typographique « _ ». Il est aussi appelé familièrement tiret du 8, en référence à son emplacement sur certains claviers AZERTY français.
À l’origine, il sert à souligner un caractère par surimpression, lorsque la technique le permet, ou par juxtaposition, c'est de là qu'il tire son nom, souligné, qui désigne sa fonction à l'époque.
Ce caractère est standardisé. Il fait partie du code ASCII qui en lui attribuant le code 95 le distingue de l'espace simple ou du tiret qui portent des codes différents. C'est aussi une raison pour laquelle son nom cherche à le distinguer des autres caractères de ce même standard. Le standard ne lui attribue pas de nom français.
De nos jours, il sert à séparer les mots qui forment un nom, notamment lorsque l’utilisation d'une espace est rendue impossible par une contrainte technique. Toutefois, il ne "remplace" ni le trait d'union ( - ) ni les tirets ( — et – ).[réf. nécessaire]
Par la suite d'autres caractères similaires mais différents ont été standardisés dans des outils de traitement de texte, d'impression ou de publication, notamment par le consortium Unicode.

## Histoire
{{{annotations}}}

### Machines à écrire
Le souligné est apparu sur les machines à écrire avant 1902 ; il n'existait pas en typographie au plomb. Il permettait au dactylo de souligner un passage de texte, en saisissant des soulignés par-dessus celui-ci après avoir fait revenir en arrière le chariot de la machine à écrire. L'usage du souligné sur les machines à écrire était parfois sujet à certaines conventions[Quoi ?], et son usage nécessitait des manipulations particulières[Quoi ?].

### Premiers codages de caractères
Le souligné n'existait pas dans les premiers jeux de caractères (ITA2, Fieldata). Dans le premier standard ASCII (X3.4-1963), la position (le numéro) qui lui est dédiée est assignée à la flèche gauche signifiant implique/est remplacé par.[incompréhensible]
Le système de codage de caractères sur huit bits est introduit en 1964 par IBM (EBCDIC) simultanément sur IBM 360. Cet ajout d'un bit de la taille d'un caractère a permis l'ajout de quelques signes de ponctuation, dont le souligné, qu'IBM appelait le break character (caractère d'arrêt). Un document d'IBM sur le langage NPL laisse libre le jeu de caractères, mais mentionne spécifiquement le break character, en donnant comme exemple un identificateur sans espace composé de trois mots : RATE_OF_PAY.

### Depuis l'ASCII
En 1967, le souligné s'étend à l'ASCII, remplaçant le caractère flèche gauche (←) au point de code 95 (5F hex) de l'ASCII de 1963. 
Le langage C, développé dans la société Bell Labs au début des années 1970, a également permis l'emploi des soulignés comme caractère alphabétique.
Avec Unicode, d'autres caractères apparaissent et sont dotés d'une dénomination en langue anglaise:
- U+02CD MODIFIER LETTER LOW MACRON (＿)
- U+0331 COMBINING MACRON BELOW (ˍ )
- U+0332 COMBINING LOW LINE (̱‍̲ )
- U+2017 DOUBLE LOW LINE (‗)
- U+FF3F (＿)

## Utilisation
{{{annotations}}}
Sur les machines à écrire, le souligné permettait, en le tapant par-dessus les caractères déjà écrits, d'obtenir le soulignement. Actuellement[Quand ?], dans l'utilisation de certains traitements de texte, il peut servir pour créer un champ à compléter dans un formulaire (exemple : ________ ), ou pour créer une ligne de séparation horizontale, faute d'autre méthode. Dans le logiciel Microsoft Word, il suffit d'inscrire trois soulignés à la suite l'un de l'autre pour que le logiciel crée automatiquement une séparation horizontale complète.
Le souligné est aussi un signe diacritique dans l'orthographe de certaines langues africaines et amérindiennes[réf. nécessaire].
En informatique, il est utilisé pour séparer les mots, comme alternative aux espaces, parfois interdites ou déconseillées par des contraintes techniques, notamment dans les noms de fichiers et les identificateurs (variables) dans les programmes, systèmes de fichiers, ou encore dans les adresses de courriel. 
Parfois, il remplace en le suggérant le soulignement, lorsqu'il est placé de part et d'autre d'un mot (exemple : « J'ai relu _Phèdre_ »). Cette dernière méthode est également utilisée pour obtenir une fonctionnalité de formatage, comme dans des programmes de messagerie instantanée ou encore sur des forums de discussion.
En LaTeX, il est utilisé pour placer l'élément suivant ce caractère en indice.